# Provincia de Bogotá
La provincia de Santafé de Bogotá o simplemente de Bogotá, también llamada gobierno de Santafé durante la época imperial española, fue una entidad administrativa y territorial de la Nueva Granada, creada el 17 de julio de 1550 en el Virreinato del Perú, correspondiendo en aquella época al Nuevo Reino de Granada. En 1717 una Real Cédula expedida por el rey Felipe V de España creó el Virreinato de Nueva Granada, por medio de la cual la provincia fue agregada a este último.
Durante la emancipación de las colonias americanas (1810-1816) se declaró Estado Libre, el cual por diferencias ideológicas y políticas con las otras provincias granadinas se enfrentó contra ellas dando lugar a la primera guerra civil colombiana (periodo que se conoce en Colombia con el nombre de Patria Boba); finalizada esta contienda Santafé se incorporó a las Provincias Unidas de la Nueva Granada.
En la época de la Gran Colombia hizo parte del Departamento de Cundinamarca, el cual cubría territorialmente todo lo que hoy son Colombia y Panamá. Posteriormente a la disolución de este país (1830) perteneció a la República de la Nueva Granada, de carácter centralista, hasta que finalmente se implantó el sistema federal en la Nueva Granada en 1858 y la provincia pasó a ser entonces el Estado Soberano de Cundinamarca.

## Historia

### Antecedentes

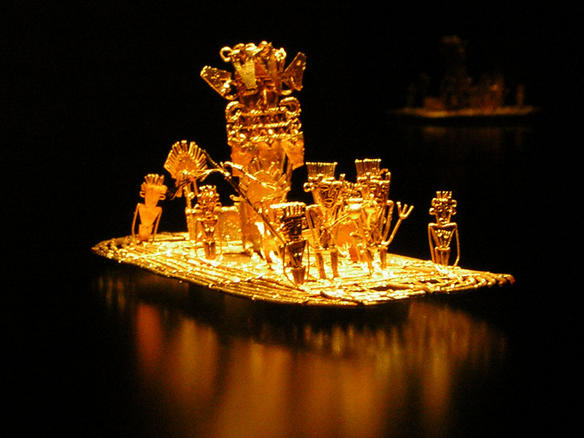
Representación orfebre de la antigua tradición del Zipa que, cubierto en oro, hace ofrendas a la diosa de la Laguna de Guatavita en el Museo del Oro de Bogotá.

Las sociedades aborígenes preexistentes en el área de la provincia habían logrado establecer una compleja red comercial con los pobladores de las vertientes de las cordilleras Central y Oriental. Entre los grupos indígenas existentes se destacaban los Muiscas, Panches y Pijaos.
El conquistador Gonzalo Jiménez de Quesada, después de arribar con más de 500 hombres en su expedición desde Santa Marta y terminar con tan solo 70, colonizó una vasta área en la región siguiendo el cauce del río Magdalena en el interior de los Andes en Colombia, derrotando a la Confederación Muisca y fundando la ciudad de Santa Fe de Bogotá (c. 1538, actualmente Bogotá), y nombrando la región como El Nuevo Reino de Granada, en homenaje al Reino de Granada que había existido hasta 1492 en el extremo sur de España.

### Dominio español
La Real Cédula del 27 de julio de 1540 dictada por el emperador Carlos I elevó a Santafé a la categoría de ciudad, dándole de esta forma vía libre para establecer su propia jurisdicción. La misma cédula le concede así mismo el blasón que ostenta hoy la ciudad.
Posteriormente al establecimiento de la Real Audiencia de Santafé en 1564, se adelantó la primera división política de sus territorios. En este punto, la Nueva Granada era considerada una Capitanía General del Virreinato del Perú. La jurisdicción de la Real Audiencia se fue extendiendo con el tiempo sobre las provincias circuncidantes que se iban constituyendo alrededor del territorio correspondiente a la Nueva Granada.
Más tarde España dividió el territorio del Nuevo Reino de Granada en provincias. En 1763 Santa Fe pasa entonces a ser formalmente una de las provincias de dicho territorio (y capital del mismo). Por medio de la Real Cédula 1717 forma parte del Virreinato de Nueva Granada, separado este del de Perú.
Uno de los principales acontecimientos de la provincia durante el siglo XVIII fue la creación de una comisión científica, dirigida por José Celestino Mutis, que inició sus investigaciones en los cerros de Santafé, primeros pasos de lo que después se conocería como la Expedición Botánica. Alexander von Humboldt visitó Bogotá a principios del siglo XIX, atraído por sus instituciones culturales y científicas, entre las que se contaba el primer observatorio astronómico de América, y que había sido promovido por Mutis.

### Emancipación

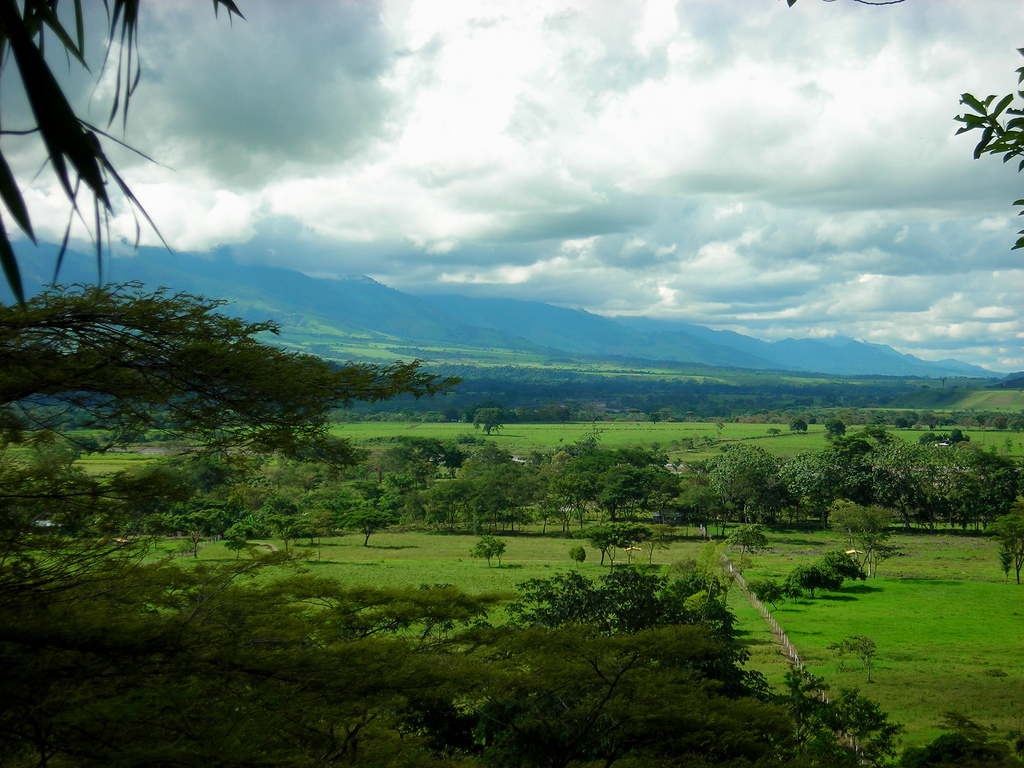
Los llanos del Orinoco.

Entre 1807 y 1808 las tropas francesas al mando de Napoléon Bonaparte invadieron a España y este nombró rey a su propio hermano José Bonaparte. Es así como España vivió su propia guerra de independencia contra Francia entre 1800 y 1814, momento que aprovecharon sus colonias para reclamar su derecho a ejercer un autogobierno.
En la ciudad habitaban algunos de los criollos más influyentes del Virreinato (próceres de la talla de Policarpa Salavarrieta y Antonio Nariño), por lo que en gran medida fue allí donde se gestó el movimiento independentista en el que se destacan los hechos que se conocen como el evento de "El Florero de Llorente", cuando los hermanos Francisco y Antonio Morales entraron a pedir prestado, para adornar una cena con un funcionario real llegado de España, un florero al comerciante español José González Llorente, que tenía un almacén en la esquina nororiental de la hoy llamada Plaza de Bolívar, siendo rechazados de mala forma por este, lo que fue tomado como una excusa para provocar una reyerta que terminó en disturbios entre la población. Este hecho marca el inicio de las luchas y el Grito de Independencia.
El 20 de julio de 1810, a raíz de estos acontecimientos, se realizó una Junta Suprema de Gobierno, la cual convocó un Congreso Constituyente que se declaraba fiel al rey de España. Ese mismo año otras provincias de la Nueva Granada establecieron Juntas Supremas. Entre estas estaban la de Santa Fe de Antioquia (presidida por Francisco de Ayala), la de Cali (Joaquín de Caizedo y Cuero), la de Cartagena (José María García de Toledo), la de Mompós (José María Salazar y José María Gutiérrez de Caviedes), la de Neiva (José Domingo Falla), la de Pamplona (Domingo Tomás de Burgos), la de Popayán (Miguel Tacón, substituido por Joaquín de Caicedo y Cuero), la de Santa Marta (Víctor de Salcedo), la del Socorro (José Lorenzo Plata), la de Sogamoso (Domingo José Benítez), la de Tunja (Juan Agustín de la Rocha), la de Nóvita (Miguel Antonio Moreno), la de Mariquita (Francisco de Mesa y Armero), la de Girón (Eloy Valenzuela) y la de Citará (José María Valencia). La mayoría de estas provincias crearon la Primera República independiente en Colombia conocida como Provincias Unidas de la Nueva Granada.
El 4 de abril de 1811 un Colegio Constituyente convocado por la Junta Suprema proclamó la independencia la provincia de Santafé de Bogotá, declarándose como el Estado Libre e Independiente de Cundinamarca. El 29 de agosto Antonio Nariño fue nombrado gobernador de Cundinamarca, asumiendo el poder pleno el 19 de septiembre. Cundinamarca se anexionó la provincia de Mariquita el 9 de noviembre de 1811. El Congreso federal de las Provincias Unidas de la Nueva Granada, sancionado el 27 de noviembre, pidió a Nariño que auxilie a Cartagena en su guerra contra la provincia realista de Santa Marta, pero este la niega. El 21 de enero de 1812 Nariño rechazo el acta federal, y firma la paz con las Provincias Unidas el 18 de mayo en la cual se reconocían las anexiones de Cundinamarca (pero ya no podría realizar de nuevas) y establecía una futura capital federal sin jurisdicción de ninguno de los estados, y Cundinamarca ingresaba en la Federación.
El 25 de junio de 1812 y salió con tropas contra Tunja, que se oponía a los acuerdos de Cundinamarca con la Federación; con ello se desató la Guerra civil entre Centralistas y Federalistas, que duró dos años; tras vencer en Tunja regresó a Santafé el 14 de agosto. El 30 de marzo de 1813 se firmó un nuevo tratado con las Provincias Unidas por el que Cundinamarca suspendía represalias contra los federalistas y ayudaría contra los realistas en la zona de Popayán y en Venezuela, con lo cual se inicia la campaña de Nariño en el sur. Ese mismo año el Congreso de las Provincias Unidas encargó a Simón Bolívar la toma de Cundinamarca, por ser hostil al poder federal. Bolívar decidió tomar Santafé y la ocupó el 12 de diciembre de 1814.
El nuevo gobernador y capitán general de Nueva Granada, Francisco Montalvo Ambulodi se posesiona de su cargo el 30 de mayo de 1813, siendo ascendido a virrey el 28 de abril de 1816. El enviado español General Morillo llegó a Santa Marta el 22 de julio de 1815 para iniciar la reconquista de la Nueva Granada. El 21 de abril de 1816 se disolvió el congreso de las Provincias Unidas y sus miembros huyeron. Algunos jefes militares se retiran al Casanare, pero la mayoría de los políticos huye al sur. El 6 de mayo de 1816 el español Latorre entra en Santafé. El 26 de mayo de 1816 Pablo Morillo entró en la capital.

### Época republicana
El 17 de diciembre de 1819 fue expedida en el Congreso de Angostura la Ley Fundamental que creó la República de Colombia, cuyo vicepresidente fue el medellinense Francisco Antonio Zea. Quedaron unidas la Nueva Granada y Venezuela, divididas en tres departamentos: Cundinamarca, Venezuela y Quito. Santa Fe quedó como provincia del departamento de Cundinamarca. El 12 de julio de 1821 el Congreso de Cúcuta, bajo la presidencia de José Manuel Restrepo, expidió la Constitución de Cúcuta, basada en la de Angostura, que dividió la República en departamentos y a éstos en provincias. Santa Fe quedó entonces como provincia del departamento de Cundinamarca, y cambiado su nombre definitivo a Bogotá.
Luego de la disolución de Colombia en 1830, se expide la constitución de 1832 en la cual la Nueva Granada se subdividió en provincias (las mismas de 1810), siendo Bogotá, que correspondía aproximadamente al territorio actual de los departamentos de Cundinarmarca, Meta y Vichada.
La Constitución de 1843 efectuó una nueva división de la República de la Nueva Granada en provincias, y estas a su vez en cantones y estos en distritos parroquiales; veinte provincias fueron conformadas, incluidas en ellas la de Bogotá, sin embargo con un territorio muy reducido, ya que la parte oriental pasó a formar el Territorio de San Martín, mientras las zonas norte y sur de lo que actualmente es Cundinamarca fueron segregadas para crear en ellas las provincias de Cundinamarca, Tequendama y Zipaquirá.
Al volver los conservadores al poder en 1855, el Congreso aprobó la reunificación de las provincias, pero esta vez con carácter de estado federal. La Confederación Granadina de 1857 estuvo integrada por ocho Estados Federales, dentro de los cuales estaba el Estado Soberano de Cundinamarca. En 1861, al consolidarse el federalismo en el país, se crea el Estado Soberano del Tolima a partir de las provincias de Mariquita y Neiva, pertenecientes hasta entonces a Cundinamarca.

## Geografía

### Límites

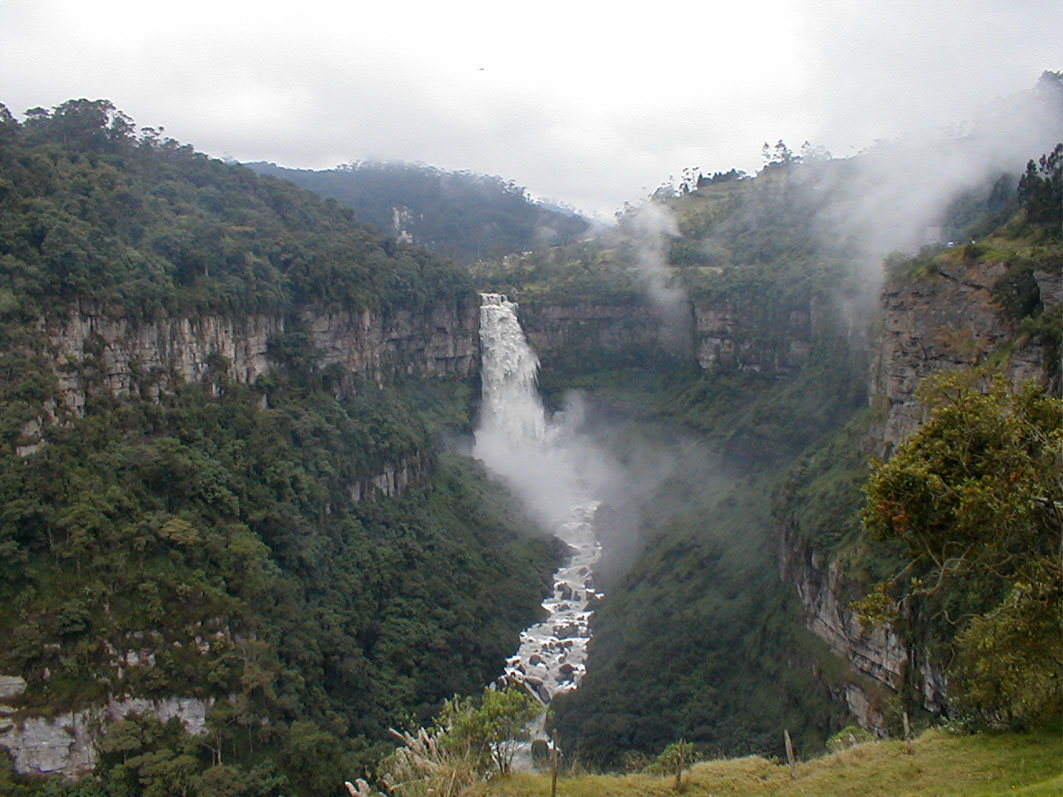
Salto del Tequendama.

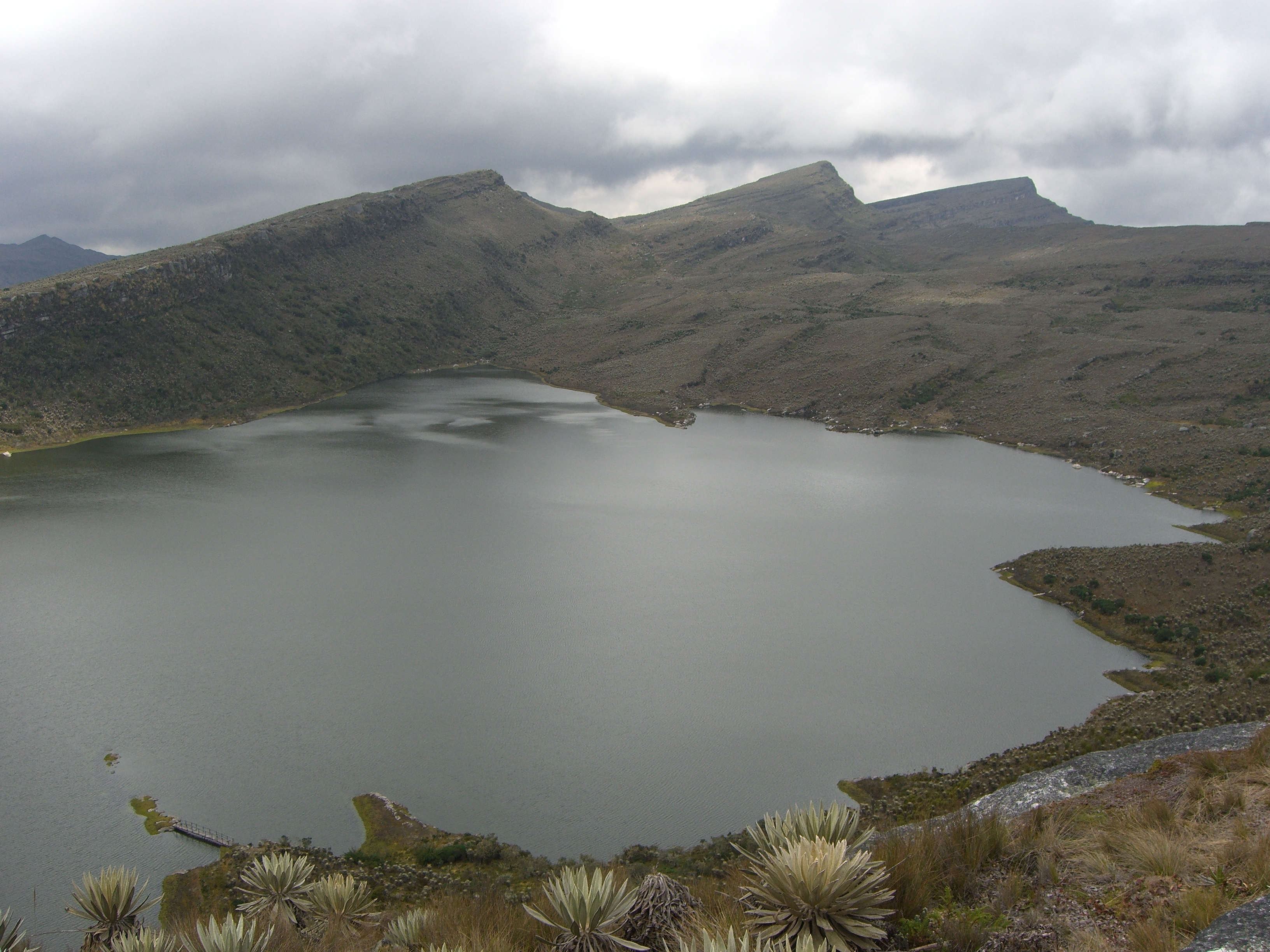
Laguna Chisacá en el Páramo de Sumapaz.

Los límites de la provincia no fueron estables a lo largo de los 300 años de dominio español en la región. Si bien casi siempre el perfil de la provincia correspondía a lo que hoy son los departamentos del Meta, Vichada y Cundinamarca, las constantes agregaciones y segregaciones cambiaban mucho la faz del territorio. El poco conocimiento de la tierra no permitió establecer límites determinados entre una y otra gobernación, salvo el caso de accidentes geográficos plenamente identificables.
Al momento de la proclamación de independencia (1811), Santa Fe confinaba con las siguientes provincias (en el sentido de las agujas del reloj): Tunja, Casanare, Popayán, Neiva y Mariquita. Los límites entre provincias no estaban del todo claros ya que, excepto por la frontera que marcaban los río Magdalena, Meta y Guaviare, nunca fueron determinados claramente.

### Aspecto físico

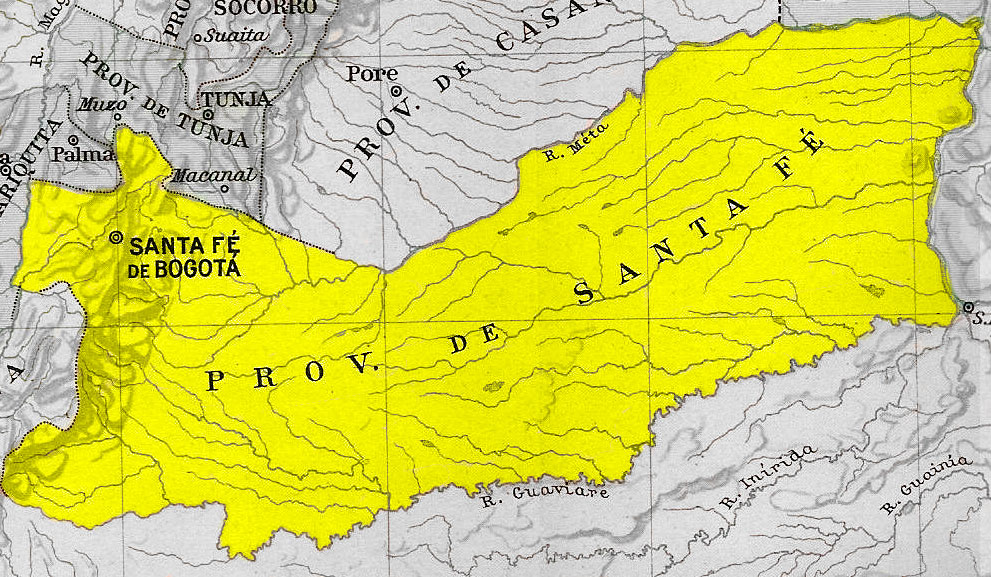
Provincia de Bogotá.

La provincia de Bogotá ocupaba la región centro-oriental de la Nueva Granada, yendo desde la ribera oriental del río Magdalena, pasando por el valle medio del río y por la cordillera Oriental hasta el río Orinoco. Era una de las regiones más grandes y más inexploradas de la Nueva Granada, lo que dificultaba la comunicación con otras provincias, especialmente con Antioquia, Tunja y Mariquita, con quienes mantenía un comercio muy activo.
Al igual que los modernos departamentos que precedieron a la provincia y subsiguiente estado soberano, el terreno estaba recorrido por un sinnúmero de ríos, quebradas y caños, de entre los cuales se destacaban el Magdalena y el Bogotá, vías fundamentales para la comunicación y el comercio con las demás regiones del país. Otros ríos importantes por su caudal pero no por su utilización en la economía o en la comunicación, eran aquellos ríos llaneros como el Meta y el Guaviare, cuyas cuencas cubrían una amplia zona.

### División territorial
La provincia de Bogotá tuvo diversos tipos de división de su territorio. En un principio se encontraba dividida en partidos, que luego pasaron a llamarse jurisdicciones. Con la llegada de la independencia, estas subdivisiones pasaron a llamarse cantones, que cambiaron las antiguas jurisdicciones de extensión, y por tanto algunas de éstas fueron suprimidas. En 1825 la provincia se encontraba distribuida en los cantones de Bogotá, Funza, Guaduas, La Mesa, Tocaima, Ubaté y Zipaquirá. Para 1835 Bogotá tenía los cantones de Bogotá, Cáqueza, Chocontá, Funza, Fusagasugá, Guaduas, La Mesa, San Martín, Tocaima, Ubaté y Zipaquirá. En 1843 estaba fraccionada en los cantones de Bogotá, Cáqueza, Chocontá, Funza, Fusagasugá, Guaduas, Guatavita, La Mesa, San Martín, Tocaima, Ubaté y Zipaquirá. Tras la división de la provincia en 1852 en las de Cundinamarca, Tequendama y Zipaquirá, quedó constando solamente de los cantones de Bogotá, Funza, Facatativá, San Martín, Cáqueza y Guaduas.
Entre 1843 y 1851 la provincia estaba conformada por los siguientes cantones, distritos parroquiales y aldeas:
- Cantón de Bogotá: Bogotá, Bosa, Calera, Engativá, Fontibón, San Antonio, Soacha, Suba, Usaquén y Usme.
- Cantón de Cáqueza: Cáqueza, Chipaque, Choachí, Fómeque, Fosca, Quetame, Ubaque y Une.
- Cantón de Chocontá: Chocontá, Machetá, Manta y Tibirita.
- Cantón de Funza: Funza, Bojacá, Facatativá, Serrezuela, Subachoque, Tenjo y Zipacón.
- Cantón de Fusagasugá: Fusagasugá, Cunday, Pandi, Pasca y Tibacuy.
- Cantón de Guaduas: Guaduas, Chaguaní, La Vega, Nimaima, Nocaima, Quebradanegra, San Juan de Rioseco, Sasaima, Vergara y Villeta.
- Cantón de Guatavita: Guatavita, Chipasaque, Gachetá, Gachalá, Guasca y Sesquilé.
- Cantón de La Mesa: La Mesa, Anapoima, Anolaima, Bituima, Colegio, Quipile, Síquima y Tena.
- Cantón de San Martín: San Martín, Cabuyaro, Concepción de Arama, Giramena, Medina, San Antonio de Iracá, San Juan de Arama y Santo Tomás.
- Cantón de Tocaima: Tocaima, Carmen, Guataquí, Melgar, Nariño, Nilo, Pulí, Santa Rosa y Viotá.
- Cantón de Ubaté: Ubaté, Cucunubá, Fúquene, Guachetá, La Mesa, Lenguazaque, Simijaca, Susa, Suta y Tausa.
- Cantón de Zipaquirá: Zipaquirá, Cajicá, Cogua, Cota, Chía, Gachancipá, Nemocón, Pacho, Sopó, Suesca, Tabio y Tocancipá.

## Demografía
De acuerdo a los datos suministrados por el secretario del virreinato Francisco Silvestre, en su libro Descripción del Reino de Santafé de Bogotá en 1789, la población de la provincia ascendía a los 119.779 habitantes. En 1835, la provincia contaba ya con 255.569 habitantes.
Según el censo de 1851, la provincia contaba con 317.351 habitantes, de los cuales: 153.303 eran hombres y 164.048 eran mujeres.
| Evolución demográfica de la provincia de Bogotá |
|                                                 |